# Sonorités (Roger-Ducasse)
Sonorités est une étude pour piano seul de Jean Roger-Ducasse, composée en 1918, à la fin de la Première Guerre mondiale.

## Composition
Roger-Ducasse entreprend la composition de plusieurs pièces pour piano seul en 1918, à la fin de la Première Guerre mondiale alors que le compositeur, mobilisé le 10 octobre 1914, a été « rendu à la vie civile » depuis un an. 

## Création
Sonorités est créé avec l’Arabesque no 2 par Marguerite Long le 19 mai 1920, au cours d'un concert de la SMI à la salle Gaveau.

## Présentation
Dédiée à Mme Alfred Pereire, la pièce est considérée à sa parution par Henri Collet comme l'apogée de la « science de l'alchimie sonore » de Roger-Ducasse. Guy Sacre y voit pour sa part l'un des « deux chefs-d'œuvre du piano » du compositeur, en compagnie de Rythmes, dont elle constitue un « rayonnant pendant ».

## Discographie
- Roger-Ducasse : Œuvres pour piano, Dominique Merlet (2001, Mandala MAN 5011) (OCLC 659094228) (premier enregistrement mondial)
- Roger-Ducasse : The complete piano Works, Martin Jones (2015, Nimbus Records NI 5927)
- Roger-Ducasse : Piano Works, Joel Hastings (2017, Grand Piano GP724)
- Roger-Ducasse : Piano Works, Patrick Hemmerlé (2019, Melism MLS-CD 013)

### Ouvrages généraux
- Michel Duchesneau, L'Avant-garde musicale et ses sociétés à Paris de 1871 à 1939, Paris, Éditions Mardaga, 1997, 352 p. (ISBN 2-87009-634-8)
- Guy Sacre, La musique pour piano : dictionnaire des compositeurs et des œuvres, vol. II (J-Z), Paris, Robert Laffont, coll. « Bouquins », 1998, 2998 p. (ISBN 978-2-221-08566-0), p. 2299-2309

### Monographies
- Laurent Ceillier, Roger-Ducasse : Le musicien, l'œuvre, Paris, Éditions Durand, 1920, 87 p. (lire en ligne)
- Jacques Depaulis, Roger-Ducasse, Anglet, Séguier, coll. « Carré Musique », 2001, 154 p. (ISBN 2-84049-252-0)

### Articles
- Henri Collet, « La Musique chez soi », Comœdia,‎ 2 janvier 1920 (lire en ligne)